# Thysanotus formosus
Thysanotus formosus là một loài thực vật có hoa trong họ Măng tây. Loài này được Brittan miêu tả khoa học đầu tiên năm 1960.